# Héctor Barría
Héctor Alejandro Barría Angulo (Llanquihue, 24 de abril de 1980) es Administrador Público egresado de la Universidad De Los Lagos, y político chileno del Partido Demócrata Cristiano (PDC). Desde marzo de 2022 ejerce como diputado por el Distrito N°25 en la Región de Los Lagos. Anteriormente se desempeñó como concejal (2008-2012) y alcalde (2013-2020) de la comuna de Purranque.

## Biografía
Es hijo de Patricia Angulo Muñoz y Jerónimo Barría Paredes.
Realizó sus estudios de enseñanza básica en la Escuela Inés Gallardo de Llanquihue, Escuela Rural Nueva Israel de Hueyusca y terminó la enseñanza media en el Colegio Preciosa Sangre, ambos de la comuna de Purranque. Se tituló en Administración Pública y Ciencias Políticas en la Universidad de Los Lagos. 
En 2008 fue elegido concejal de Purranque, con la primera mayoría comunal; cargo con el que logró la reelección en 2012. En 2013 reemplazó en el cargo al alcalde César Negrón, quien se retiró por una enfermedad. En las elecciones municipales de 2016 logró ser elegido como alcalde con una de las máximas mayorías nacionales, el 16 de noviembre de 2020 lo deja para ser candidato a diputado.
Para las elecciones parlamentarias de 2021 fue electo diputado en representación del 25° Distrito, compuesto por las comunas de Fresia, Frutillar, Llanquihue, Los Muermos, Osorno, Puerto Octay, Puerto Varas, Puyehue, Purranque, Río Negro, San Juan de la Costa y San Pablo, en la lista Nuevo Pacto Social y en el cupo de PDC, con 13.021 votos, equivalentes al 9,46% del total de los sufragios válidamente emitidos. Asumió el cargo el 11 de marzo de 2022, integrando las comisiones permanentes de Educación, y Recursos Hídricos y Desertificación.

## Historial electoral
| Año  | Tipo           | Territorio    | Pacto                    | Partido | Votos  | %     | Resultado |
| ---- | -------------- | ------------- | ------------------------ | ------- | ------ | ----- | --------- |
| 2008 | Municipales    | Purranque     | Concertación Democrática | PDC     | 1406   | 13.68 | Concejal  |
| 2012 | Municipales    | Purranque     | Concertación Democrática | PDC     | 1491   | 29.05 | Concejal  |
| 2016 | Municipales    | Purranque     | Nueva Mayoría            | PDC     | 6622   | 83.88 | Alcalde   |
| 2021 | Parlamentarias | 25.º distrito | Nuevo Pacto Social       | PDC     | 12 941 | 9.41  | Diputado  |